# Persone di nome Frank/Attori
| Questa pagina contiene informazioni ricavate automaticamente dalle voci biografiche con l'ausilio del template Bio e di un bot. L'aggiornamento è periodico e automatico e ricostruisce completamente la pagina. Se manca una persona in questa lista, sei pregato di non aggiungerla, ma accertati piuttosto che la sua voce biografica contenga il template Bio e che i dati anagrafici siano correttamente compilati. Se il template Bio manca, inseriscilo tu stesso o, in alternativa, metti l'avviso {{tmp\|Bio}} che ne segnala la mancanza. Se i dati riportati sono sbagliati, correggi direttamente la voce biografica; le modifiche saranno visibili in questa lista entro pochi giorni. Per chiarimenti vedi il progetto antroponimi. La lista contiene solo le 86 persone che sono citate nell'enciclopedia e per le quali è stato implementato correttamente il template Bio. Pagina aggiornata al 23 mag 2025. |

Questa è una lista di persone presenti nell'enciclopedia che hanno il nome Frank e sono attori.

## A(4)
- Frank Adonis, attore e regista statunitense (New York, n. 1935 - Las Vegas, † 2018)
- Frank Albanese, attore statunitense (New York, n. 1931 - New York, † 2015)
- Frank Albertson, attore statunitense (Fergus Falls, n. 1909 - Santa Monica, † 1964)
- Frank Aletter, attore statunitense (New York, n. 1926 - Tarzana, † 2009)

## B(4)
- Frank Bank, attore statunitense (Los Angeles, n. 1942 - Rancho Mirage, † 2013)
- Frank Brownlee, attore statunitense (Dallas, n. 1874 - Los Angeles, † 1948)
- Frank Buck, attore, regista e scrittore statunitense (Gainesville, n. 1884 - Houston, † 1950)
- Frank Butterworth, attore statunitense (Lancashire, n. 1903 - Burbank, † 1975)

## C(15)
- Frank Cady, attore statunitense (Susanville, n. 1915 - Wilsonville, † 2012)
- Frank Campanella, attore statunitense (New York, n. 1919 - Los Angeles, † 2006)
- Frank Campeau, attore statunitense (Detroit, n. 1864 - Woodland Hills, † 1943)
- Will Chase, attore e cantante statunitense (Frankfort, n. 1970)
- Frank Clark, attore statunitense (Cincinnati, n. 1857 - Woodland Hills, † 1945)
- Junior Coghlan, attore statunitense (New Haven, n. 1916 - Santa Clarita, † 2009)
- Frank J. Coleman, attore statunitense (Newburgh, n. 1888 - Los Angeles, † 1948)
- Frank Collison, attore statunitense (Evanston, n. 1950)
- Frank Conroy, attore britannico (Derby, n. 1890 - Paramus, † 1964)
- Frank Converse, attore statunitense (Saint Louis, n. 1938)
- Gary Cooper, attore statunitense (Helena, n. 1901 - Beverly Hills, † 1961)
- Frank Hall Crane, attore, regista e sceneggiatore statunitense (San Francisco, n. 1873 - Woodland Hills, † 1948)
- Frank Craven, attore, sceneggiatore e regista statunitense (Boston, n. 1875 - Beverly Hills, † 1945)
- Frank Crudele, attore italiano (Bari, n. 1954)
- Frank Currier, attore e regista statunitense (Norwich, n. 1857 - Hollywood, † 1928)

## D(6)
- Frank Daniels, attore e cantante statunitense (Dayton, n. 1856 - West Palm Beach, † 1935)
- Frank Dayton, attore statunitense (Boston, n. 1865 - New York, † 1924)
- Frank De Kova, attore statunitense (New York, n. 1910 - Los Angeles, † 1981)
- Frank Dicopoulos, attore televisivo statunitense (Akron, n. 1957)
- Frank Dillane, attore e musicista britannico (Londra, n. 1991)
- Frank Doubleday, attore statunitense (Norwich, n. 1945 - Los Angeles, † 2018)

## E(2)
- Frank Ellis, attore statunitense (n. 1897 - Los Angeles, † 1969)
- Frank Evans, attore statunitense (n. 1849 - Washington, † 1934)

## F(4)
- Frank Farrington, attore statunitense (Brixton, n. 1873 - Los Angeles, † 1924)
- Frank Fay, attore e sceneggiatore statunitense (San Francisco, n. 1891 - Santa Monica, † 1961)
- Frank Ferguson, attore statunitense (Ferndale, n. 1906 - Los Angeles, † 1978)
- Frank Finlay, attore britannico (Farnworth, n. 1926 - Weybridge, † 2016)

## G(4)
- Frank Giering, attore tedesco (Magdeburgo, n. 1971 - Berlino, † 2010)
- Franky G, attore statunitense (Brooklyn, n. 1965)
- Frank Gorshin, attore, comico e cabarettista statunitense (Pittsburgh, n. 1933 - Los Angeles, † 2005)
- Frank Grillo, attore, artista marziale e produttore cinematografico statunitense (New York, n. 1965)

## H(3)
- Frank Harper, attore e produttore cinematografico britannico (Londra, n. 1962)
- Frank Hayes, attore statunitense (San Francisco, n. 1871 - Hollywood, † 1923)
- Frank John Hughes, attore, sceneggiatore e doppiatore statunitense (New York, n. 1967)

## J(2)
- Frank Jenks, attore statunitense (Des Moines, n. 1902 - Hollywood, † 1962)
- Frank Jonasson, attore statunitense (Salt Lake City, n. 1878 - Downey, † 1942)

## K(1)
- Frank Keenan, attore e regista statunitense (Dubuque, n. 1858 - Hollywood, † 1929)

## L(8)
- Frank Lackteen, attore statunitense (Kab Elias - Wadi el Deloum, n. 1897 - Woodland Hills, † 1968)
- Frank Lammers, attore e doppiatore olandese (Mierlo, n. 1972)
- Frank Langella, attore statunitense (Bayonne, n. 1938)
- Frank Lanning, attore statunitense (Marion, n. 1872 - Los Angeles, † 1945)
- Frank Lebœuf, attore e ex calciatore francese (Marsiglia, n. 1968)
- Frank Leigh, attore inglese (Londra, n. 1876 - Hollywood, † 1948)
- Frank Lovejoy, attore statunitense (New York, n. 1912 - New York, † 1962)
- Frank A. Lyons, attore statunitense

## M(9)
- Frank MacQuarrie, attore statunitense (San Francisco, n. 1875 - Los Angeles, † 1950)
- Frank Marth, attore statunitense (New York, n. 1922 - Rancho Mirage, † 2014)
- Frank Mayo, attore statunitense (New York, n. 1886 - Laguna Beach, † 1963)
- Frank McGlynn Sr., attore statunitense (San Francisco, n. 1866 - Newburgh, † 1951)
- Frank McHugh, attore statunitense (Homestead, n. 1898 - Greenwich, † 1981)
- Frank McRae, attore e giocatore di football americano statunitense (Memphis, n. 1941 - Santa Monica, † 2021)
- Frank Medrano, attore statunitense (Manhattan, n. 1958)
- Frank Morgan, attore statunitense (New York, n. 1890 - Beverly Hills, † 1949)
- Frank Muth, attore e doppiatore tedesco (Würzburg, n. 1959)

## N(1)
- Frank Nendels, attore e cantante olandese (Maasdriel, n. 1955)

## O(3)
- Frank O'Connor, attore, regista e sceneggiatore statunitense (New York, n. 1897 - Los Angeles, † 1959)
- Miles O'Keeffe, attore statunitense (Ripley, n. 1954)
- Frank Oz, attore, doppiatore e regista britannico (Hereford, n. 1944)

## P(3)
- Frank Pellegrino, attore statunitense (New York, n. 1944 - Manhattan, † 2017)
- Frank Pesce, attore statunitense (New York, n. 1946 - Burbank, † 2022)
- Frank Puglia, attore italiano (Linguaglossa, n. 1892 - South Pasadena, † 1975)

## R(3)
- Frank Faylen, attore statunitense (Saint Louis, n. 1905 - Burbank, † 1985)
- Frank Reicher, attore, regista e produttore cinematografico tedesco (Monaco di Baviera, n. 1875 - Inglewood, † 1965)
- Frank Richardson, attore statunitense (Murrieta Springs, † 1913)

## S(6)
- Ken Sansom, attore e doppiatore statunitense (Salt Lake City, n. 1927 - Holladay, † 2012)
- Frank Scannell, attore statunitense (Boston, n. 1903 - Las Vegas, † 1989)
- Frank Silva, attore e scenografo statunitense (Sacramento, n. 1950 - Seattle, † 1995)
- Frank Silvera, attore statunitense (Kingston, n. 1914 - Pasadena, † 1970)
- Frank Sivero, attore italiano (Siculiana, n. 1952)
- Frank Sully, attore statunitense (Saint Louis, n. 1908 - Los Angeles, † 1975)

## T(2)
- Frank Thring, attore australiano (Melbourne, n. 1926 - † 1994)
- Frank C. Turner, attore canadese (Wainwright, n. 1951)

## V(1)
- Frank Vincent, attore e polistrumentista statunitense (North Adams, n. 1937 - Nutley, † 2017)

## W(4)
- Frank Weed, attore statunitense (Hudson, n. 1869 - South Haven, † 1944)
- Frank Whaley, attore, regista e sceneggiatore statunitense (Syracuse, n. 1963)
- Frank Wilcox, attore statunitense (De Soto, n. 1907 - Granada Hills, † 1974)
- Frank Wood, attore statunitense (n. 1960)

## Z(1)
- Frank Zagarino, attore, sceneggiatore e produttore cinematografico statunitense (Los Angeles, n. 1959)